# El primer instinto
El primer instinto es el cuarto álbum grabado por la banda mexicana de rock Jaguares, lanzado el 22 de octubre de 2002 bajo el sello Sony Music BMG. El álbum consta de canciones de Caifanes y Jaguares, más dos canciones nuevas y un cover

## Lista de canciones
| N.º | Título                                                                     | Duración |  |
| 1.  | «Quisiera ser alcohol» (versión original de El nervio del volcán)          | 5:59     |  |
| 2.  | «No dejes que...» (versión original de El silencio)                        | 3:58     |  |
| 3.  | «Viento» (versión original de Caifanes)                                    | 3:36     |  |
| 4.  | «Te lo pido por favor» (cover de Juan Gabriel)                             | 3:26     |  |
| 5.  | «Perdí mi ojo de venado» (versión original de Caifanes)                    | 3:15     |  |
| 6.  | «Antes de que nos olviden» (versión original de El Diablito)               | 4:38     |  |
| 7.  | «Arriésgate» (inédita)                                                     | 3:45     |  |
| 8.  | «La vida no es igual» (versión original de Cuando la sangre galopa)        | 3:22     |  |
| 9.  | «Mátenme porque me muero» (versión original de Caifanes)                   | 3:57     |  |
| 10. | «La célula que explota» (versión original de El Diablito)                  | 3:39     |  |
| 11. | «La llorona» (versión original de El nervio del volcán)                    | 3:53     |  |
| 12. | «Como tú» (versión original de Cuando la sangre galopa)                    | 4:20     |  |
| 13. | «Imagíname» (versión original de El Equilibrio de los Jaguares)            | 4:52     |  |
| 14. | «Detrás de los cerros» (versión original de El Equilibrio de los Jaguares) | 3:50     |  |
| 15. | «Fin» (versión original de Bajo el azul de tu misterio)                    | 3:31     |  |
| 16. | «Por un beso» (versión original de Cuando la sangre galopa)                | 5:05     |  |
| 17. | «No importa» (inédita)                                                     | 2:04     |  |

## Miembros
- Saul Hernández (voz principal, guitarra, docerola y piano en "No importa")
- Alfonso André (batería)
- César «Vampiro» López (guitarras)
- Jesús "Chucho" Merchán (Bajo)

## Participaciones
Incluye participaciones de David Hidalgo, Los Tigres del Norte, José Hernández, David Campbell, Mariachi Sol de México, y La Internacional Sonora Santanera.